# Challenger de Cortina 2014
El International Tennis Tournament of Cortina 2014 fue un torneo de tenis profesional jugado en canchas de tierra batida. Se disputó la 1ª edición del torneo que formó parte del circuito ATP Challenger Tour 2014. Se llevó a cabo en Cortina d'Ampezzo, Italia entre el 28 de julio y el 3 de agosto de 2014.

## Jugadores participantes del cuadro de individuales

### Cabezas de serie
| País                | Jugador              | Rank1 | Favorito |
| ------------------- | -------------------- | ----- | -------- |
| Bandera de España   | Daniel Gimeno-Traver | 89    | 1        |
| Bandera de Italia   | Simone Bolelli       | 108   | 2        |
| Bandera de Alemania | Peter Gojowczyk      | 116   | 3        |
| Bandera de Alemania | Andreas Beck         | 118   | 4        |
| Bandera de Italia   | Filippo Volandri     | 119   | 5        |
| Bandera de Rumania  | Victor Hănescu       | 129   | 6        |
| Bandera de Serbia   | Filip Krajinović     | 134   | 7        |
| Bandera de Rumania  | Adrian Ungur         | 156   | 8        |

- 1 Se ha tomado en cuenta el ranking del día 21 de julio de 2014.

## Jugadores participantes en el cuadro de dobles

### Cabezas de serie
| País                        | Jugador              | País                      | Jugador          | Rank1 | Favorito |
| --------------------------- | -------------------- | ------------------------- | ---------------- | ----- | -------- |
| Bandera de Italia           | Riccardo Ghedin      | Bandera de Italia         | Claudio Grassi   | 253   | 1        |
| Bandera de los Países Bajos | Wesley Koolhof       | Bandera de Italia         | Alessandro Motti | 311   | 2        |
| Bandera de China Taipéi     | Lee Hsin-han         | Bandera de Estados Unidos | Vahid Mirzadeh   | 372   | 3        |
| Bandera de Italia           | Alessandro Giannessi | Bandera de Italia         | Potito Starace   | 389   | 4        |

- 1 Se ha tomado en cuenta el ranking del día 21 de julio de 2014.

## Campeones

### Individual Masculino
- Filip Krajinović derrotó en la final a  Federico Gaio por 2-6, 7-65, 7-5

### Dobles Masculino
- Iñigo Cervantes Huegun /  Juan Lizariturry derrotaron en la final a  Hsin-han Lee /  Vahid Mirzadeh por 7-5, 3-6, 10-8.